# Encarnación Magaña
Encarnación Magaña Gómez (Tabernas, 30 novembre 1921 – Almería, 11 août 1942), connue également sous les noms d'Encarnita Magaña et d'Encarnación García Córdoba, est une anarchiste et féministe libertaire espagnole. Membre de la Fédération ibérique des jeunesses libertaires et de la Confédération nationale du travail (CNT), elle devient secrétaire intérimaire de Mujeres Libres.
Magaña meurt fusillée par les franquistes après avoir été jugée dans le procès connu sous le nom de Parte Inglés, ce qui fait d'elle la seule femme fusillée après la Guerre d'Espagne dans la province d'Almería.

## Biographie
Magaña naît à Tabernas, dans la province d'Almería, le 30 novembre 1921. Elle devient orpheline à un jeune âge à la suite du décès de sa mère, Dolores Gómez Soriano, une femme au foyer, et de son père, José Magaña Rosa, un ouvrier agricole. Après cela, elle est adoptée par Rafael García Montesinos et Epifanía Córdoba Tortosa, dont elle prend les noms de famille.
Elle développe son engagement politique et intellectuel durant sa jeunesse, en rejoignant la Fédération ibérique des jeunesses libertaires, une organisation de jeunesse anarchiste où elle est secrétaire puis présidente intérimaire de Mujeres Libres,. Elle est également membre de la Confédération Nationale du Travail (CNT) et travaille comme vendeuse à la Librería Inglesa d'Almería. Après la fin de la guerre, Magaña commence à s'opposer au franquisme de manière organisée,.
Elle se marie avec José Hernández Ojeda, avec qui elle mène des activités d'agitation et de propagande. Magaña organise au Théâtre Cervantes d'Almería le festival caritatif de la Solidarité internationale antifasciste, ainsi que des visites aux miliciens anarchistes sur les fronts de Grenade pour leur apporter des journaux et de la nourriture. Le 3 août 1939, elle est emprisonnée pour la première fois à la prison provinciale pour femmes d'Almería, surnommée Gachás colorás, d'où elle continue son activité politique au service du Secours rouge international parmi les prisonniers politiques antifascistes et l'extérieur,. Elle est libérée au printemps 1940.

### El Parte Inglés
Profitant de son travail à la Librería Inglesa, Magaña, avec d'autres antifascistes dirigés par Joaquín Villaespesa Quintana, se charge de traduire et de copier les bulletins d'information de la BBC britannique sur la Seconde Guerre mondiale, qu'ils distribuent ensuite à Almería et à Gibraltar dans la publication antifranquiste El Campense, en faveur des Alliés dans la guerre contre l'Allemagne nazie d'Adolf Hitler,.
Une dénonciation révèle Magaña aux autorités franquistes. Elle est arrêtée pour diffusion de propagande subversive et pour appartenance à une organisation clandestine par le service de recherche de la FET y de las JONS. Elle est emprisonnée le 24 mars 1941 et ne sera jamais libérée,. Beaucoup de ses compagnons dans l'organisation sont arrêtés un mois plus tard. Ils sont jugés lors d'un procès connu sous le nom de Parte Inglés, qui a un grand retentissement dans l'après-guerre à Almería. Magaña est condamnée à mort dans une sentence exemplaire, avec huit autres compagnons, lors d'un procès avec peu de garanties procédurales,.
Magaña est exécutée à l'âge de 20 ans à Almería, dans la nuit du 11 août 1942, avec Joaquín Villaespesa Quintana, Cristóbal Company García, Francisco García Luna, Justo Ruiz Pelegrina, Juan Hernández Granados, Diego Molina Matarín, et Francisco Martín Vázquez. Elle est enterrée dans une fosse commune avec deux d'entre eux. Elle est la seule femme fusillée pendant le franquisme à Almería.

## Postérité
En 2020, une rue de Tabernas est baptisée du nom d'Encarnación Magaña en reconnaissance de sa lutte pour la liberté, devenant ainsi la première rue de cette localité d'Almería à porter le nom d'une femme,.
L'histoire d'Encarnación Magaña et celle des huit autres fusillés avec elle sont racontées dans le livre El Parte Inglés. La lucha antifranquista desde la clandestinidad en Almería de l'éditeur Círculo Rojo, basé sur la recherche de l'historien Eusebio Rodríguez Padilla,.